# الیزا کگانی
الیزا کگانی (ایتالیایی: Elisa Cegani؛ ‏ ۱۱ ژوئن ۱۹۱۱ – ۲۳ فوریهٔ ۱۹۹۶) هنرپیشه اهل ایتالیا بود. 
از فیلم‌هایی که وی در آن نقش داشته است، می‌توان به من، من، من… و دیگران، آخرین داوری، دسته سیسیلی‌ها، دبران، ده فرمان، شام دلقک، هارلم، راهبهٔ مونتزا و سواره‌نظام اشاره کرد.